# Raúl Gorriti
Raúl Enrique Gorriti Drago (Camaná, 10 de octubre de 1956-Camaná, 2 de abril de 2015) fue un futbolista peruano que se desempeñaba como mediocampista.

## Biografía
Raúl Gorriti nació en Camaná (Arequipa), el 10 de octubre de 1956. Hijo de José Manuel Gorriti y Elda Elena Drago, fue el último de siete hermanos: Alberto, Elda, José, Manuel, María Esther y Mafalda. Fue pariente del periodista Gustavo Gorriti.
Desde muy niño se inclinó por el deporte, jugando fútbol y basquetbol. De joven quiso postular a la Escuela de Oficiales de la FAP, pero el destino hizo que cambiara su rumbo.

## Trayectoria
Luego de jugar en equipos de su ciudad como Atlético Villa Hermosa y Social Deportivo Camaná, Raúl, en 1974, por un retraso de avión a Lima, no pudo llegar a tiempo para rendir exámenes de la Fuerza Aérea del Perú por lo que vio truncadas sus aspiraciones de ser militar. Le llega la oportunidad de jugar por los juveniles de Universitario de Deportes, pasando después al Club León de Huánuco. Por sus buenas actuaciones es contratado por el Sporting Cristal en 1977. Tres años después, en enero de 1980, viajó junto al delantero peruano Víctor Hurtado para jugar en Leeds United de Inglaterra. 
Fue un virtuoso de la pelota, tratando de ser seguidor de un estilo que siempre caracterizó al fútbol peruano: toque, habilidad y creación en el medio campo. 
Posteriormente se pondría el buzo de entrenador dirigiendo varios equipos como el Sport Rosario de Ancash (2004).

## Selección nacional
Participó en la Selección de fútbol del Perú, debutando con la blanquirroja el 24 de noviembre de 1976 bajo las órdenes de Alejandro Heredia. Luego en 1978, es convocado para integrar el seleccionado que disputó la Copa Mundial de Fútbol de 1978 en Argentina y luego en la Copa América 1979. Con la divisa peruana jugó un total 11 partidos hasta el 1 de noviembre de 1979. Fue protagonista del polémico partido en la que Argentina goleó a Perú por 6-0 lo cual le valió a la selección albiceleste acceder a la final y posteriormente ganar el título mundial.

### Participaciones en Copas del Mundo
| Mundial                        | Sede      | Resultado   |
| ------------------------------ | --------- | ----------- |
| Copa Mundial de Fútbol de 1978 | Argentina | 4° de final |

## Clubes
| Club                   | País       | Año       |
| ---------------------- | ---------- | --------- |
| Atlético Villa Hermosa | Perú       | 1973      |
| Deportivo Camaná       | Perú       | 1974      |
| León de Huánuco        | Perú       | 1975-1976 |
| Sporting Cristal       | Perú       | 1977-1978 |
| Deportivo Municipal    | Perú       | 1979      |
| Leeds United           | Inglaterra | 1980      |
| Universitario          | Perú       | 1981      |
| Instituto de Córdoba   | Argentina  | 1982      |
| F.B.C. Melgar          | Perú       | 1983      |